# Stagione di college football 1871
La Stagione di college football 1871 fu la terza stagione di college football negli Stati Uniti, in cui però non furono giocate partite.
Ciò fu probabilmente dovuto alla difficoltà di programmare gare di questo "nuovo" ed ancora poco diffuso sport, come testimoniano le sole quattro partite ufficiali disputate nei due anni precedenti, che videro coinvolte solo tre scuole: Rutgers, Princeton e Columbia.
Princeton tuttavia giocò diverse partite contro la squadra del Seminario Teologico di Princeton nel 1871, anche se la prassi è quella di non contare queste gare come sfide ufficiali.
A causa di questa assenza di gare, la stagione 1871 è stata ad oggi l'unica che non ha visto disputata nessuna gara ufficiale, di conseguenza non vi fu nessuna assegnazione, nemmeno retroattiva, di titolo nazionale.